# Phare de Saint-Tropez
Pour les articles homonymes, voir Tropez.
Le phare de Saint-Tropez est situé sur la jetée du port de Saint-Tropez, dans le Var (France).

## Historique
En 1858, un premier feu fixe rouge est monté sur un candélabre en fonte. 
Le premier phare de Saint-Tropez, appelé « phare rouge » fut édifié en 1866 au bout de la grande jetée. C'était un feu fixe rouge plus puissant sur une tourelle cylindrique en maçonnerie de 15 m de hauteur. En 1932, il est électrifié, et devient un feu rouge à trois occultations toutes les quinze secondes. 

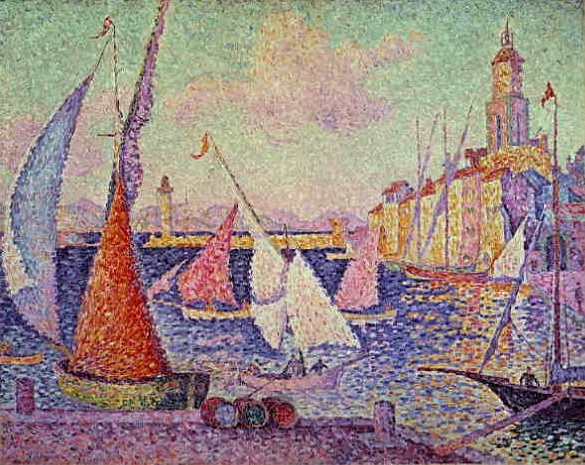
Port de Saint-Tropez, Paul Signac (1899) - Musée de l'Annonciade (Saint-Tropez).

Inspirant des peintres comme Paul Signac, il était la fierté de la ville, faisant partie de son patrimoine. Il fut détruit en 1944 par les troupes allemandes. 
De 1952 à 1968, il est remplacé par une tourelle en béton armé. Le feu est  éteint en 1968 et la tourelle détruite en 2000. Dès 1967, l'allongement de la grande jetée nécessita son abandon et la construction d'un nouveau feu provisoire (feu à deux occultations) sur un pylône en bois de huit mètres ; du provisoire qui durera 32 ans.

## Phare actuel
Après la réhabilitation du port, la ville de Saint-Tropez s'engagea en 1999 dans la construction d'un nouveau « phare rouge », identique au premier.
Il a été inauguré et mis en service le 1er janvier 2001.

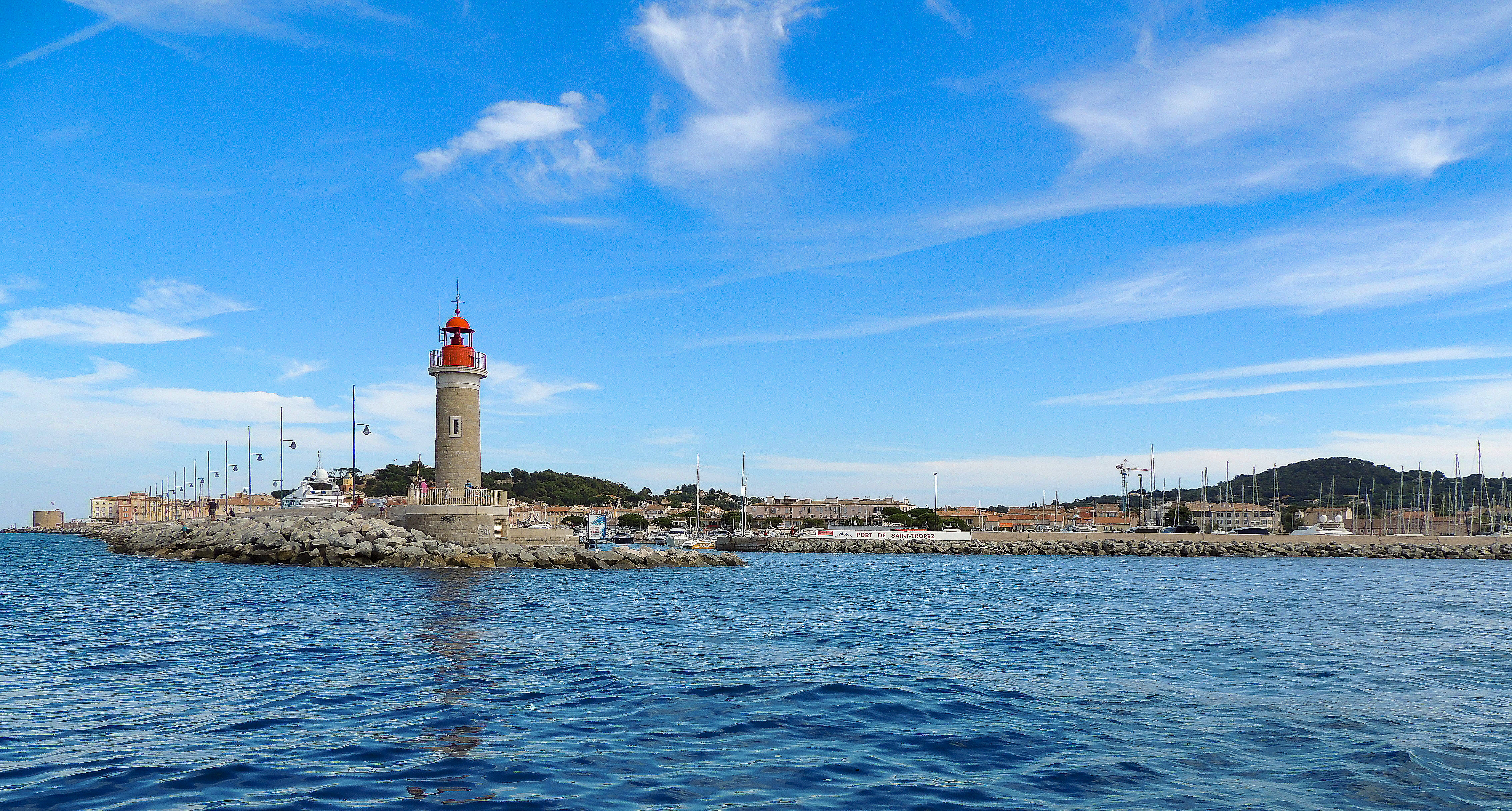
Phare rouge de St Tropez